# Kaj Karlsson
Kaj Håkan Karlsson, född 8 mars 1935 i Helsingfors, är en finländsk kemist. 
Karlsson blev student 1953, diplomingenjör vid Tekniska högskolan i Helsingfors 1960, erhöll glasteknologiskt diplom vid University of Sheffield 1963, blev teknologie licentiat 1968 och teknologie doktor 1971. Han var ingenjör vid Notsjö glasbruk, tillhörigt Oy Wärtsilä Ab, 1962–1963, teknisk chef där 1963–1970, tillförordnad professor i oorganisk kemi vid Åbo Akademi 1970–1972 och professor där 1972–1998.